# NewLeaf
NewLeaf  est le nom donné à des variétés de pommes de terre transgéniques créées par la société Monsanto. Ces variétés, créées dans les années 1990 à partir des cultivars 'Russet Burbank', 'Atlantic' et 'Superior', incorporent dans leur génome un gène Bt leur conférant une résistance au doryphore. Leur mise sur le marché a été autorisée par les autorités sanitaires des États-Unis et du Canada et leur culture a atteint au maximum un million d'hectares. Bien que ces autorisations soient toujours valides, ces variétés génétiquement modifiées ont été retirées du marché par Monsanto en 2001, du fait de la faiblesse des ventes. Cet échec résulte notamment de l'engagement pris à l'époque par les principales chaines américaines de restauration rapide ainsi que par les industriels transformateurs, parmi lesquels McDonald's, Wendy's et Frito-Lay, de ne plus fabriquer ou servir de produits (frites et chips) issus de cultures génétiquement modifiées.

## Différentes pommes de terre Newleaf
- NewLeaf, la première génération, créée à partir des cultivars 'Atlantic', 'Superior' et 'Russet Burbank', incorpore un gène Bt donnant une résistance au doryphore ; elle a été approuvée par la FDA (Food and Drug Administration) aux États-Unis en 1995.
- NewLeaf Plus, créée à partir du cultivar 'Russet Burbank' ajoute une protection contre le virus de l'enroulement, a été approuvée aux États-Unis (FDA) en 1998.
- NewLeaf Y, ('Russet Burbank' et 'Shepody') cumule la protection contre le doryphore et contre un autre virus, le virus Y de la pomme de terre. Elle a été approuvée aux États-Unis (FDA) en 1998[3].

La production de semences et la consommation des toutes ces variétés NewLeaf ont été approuvées par les États-Unis et par le Canada. Celles de première génération (Bt) l'ont également été par la Roumanie et la Russie. En outre l'Australie, le Japon, le Mexique et la Nouvelle-Zélande ont approuvé l'importation et la consommation de toutes les NewLeaf, mais non leur production.
Toutes ces variétés sont brevetées et ne peuvent être produites sans l'accord de Monsanto.